# MediaGuru
MediaGuru je český zpravodajský web, který se zaměřuje na reklamu, média a marketing.
Web vznikl v roce 2007. Provozuje jej mediální agentura PHD  ve spolupráci s dalšími agenturami ze skupiny Omnicom. V roce 2010 vydala agentura PHD publikaci MediaGuru offline, která obsahuje marketingový slovník, plánování reklamních kampaní a principy mediálních agentur. V roce 2012 byl třetím nejčtenějším webem z oboru médií a marketingu na českém trhu.